# Янссен, Виллем
Виллем Марко Янссен (нидерл. Willem Marco Janssen; 4 июля 1986, Неймеген, Нидерланды) — нидерландский футболист, игравший на позиции полузащитника.

## Карьера
Янссен Виллем, родился в городе Неймеген, дебютировал в основном первенстве в сезоне 2004/05 за футбольный клуб ВВВ-Венло.
В 2007 году подписал контракт с клубом «Рода».
В 2010 году на правах свободного агента перешёл в «Твенте». В августе 2013 года был арендован «Утрехтом».
Летом 2022 года получил должность технического менеджера в клубе ВВВ-Венло. В июле 2023 года пополнил тренерский штаб «Утрехта», заняв должность индивидуального тренера.